# Az utolsó előtti ember
Az utolsó előtti ember 1963-ban készült fekete-fehér filmdráma.
Makk Károly a 60-as évek elején egységesebb stílusú filmekkel jelentkezett, melyek az egyén felelősségét firtatták. Ezek közül Az utolsó előtti ember talán életművének legdrámaibb darabja.
A film egy tételdráma-jellegű etikai dilemmát tárgyal. A történet középpontjában álló határhelyzetben minden végletes: az érzelmek,  a döntések, a vonzások és a választások. Senki sem hajlik, csak törik, a szereplők mintha nem is ismernék a kompromisszumot…

## Történet
|  | Alább a cselekmény részletei következnek! |

Orodán (Feri) ejtőernyős versenyzőket edz, akik nem véletlenül választják ezt a korántsem veszélytelen sportot. Szeretik a kihívásokat, szembenéznek akár a halálos veszéllyel is. A legbátrabb köztük Peti, aki abban verseng a társaival, hogy ki nyitja ki legkésőbb az ernyőjét. Orodán, hogy leszoktassa őket erről az esztelenségről, egy közös ugrás alkalmával arra akarja kényszeríteni Petit, hogy ő nyissa ki hamarább az ernyőjét. Ám a fiú nem engedelmeskedik, „túlzuhan”, ezért az életével fizet. Bár a hivatalos vizsgálatok megállapítják, hogy nem az edző a felelős a balesetért, a csoport tagjai és saját lelkiismerete nem mentik fel…
|  | Itt a vége a cselekmény részletezésének! |

## Szereplők
- Nagy Attila – Orodán
- Szegedi Erika – Kati
- Psota Irén – Gizi
- Tordai Teri – Györgyi
- Domján Edit – éjszakai lány
- Bakó Márta – Kati mamája
- Böröndy Kati – Zsuzska
- Pásztor Erzsi – Orodánné
- Tándor Lajos – Orvos

További szereplők: Andor Tamás, Horesnyi László, Kiss Gábor, Koletár Kálmán, Sebestyén Ferenc, Siménfalvy Sándor, Somhegyi György, Szabó Kálmán, Szigeti András